# Mario Bellagambi
Mario Bellagambi (Firenze, 14 settembre 1915 – Firenze, 25 luglio 2001) è stato un generale, aviatore e militare italiano.
Pilota della Regia Aeronautica assegnato alla specialità Caccia, partecipò alla Guerra civile spagnola e alla seconda guerra mondiale dove divenne un asso dell'aviazione con 14 vittorie. Decorato di tre Medaglie d'argento al valor militare e della Croce di Ferro di I e II classe tedesca.

## Biografia
Nacque a Firenze il 14 settembre 1915 e nel corso del 1934 conseguì il brevetto premilitare presso l'aeroporto di Peretola (Firenze), pilotando un velivolo da addestramento Caproni Ca.100. Nel 1936 conseguì il brevetto di pilota militare presso la scuola di pilotaggio di Grottaglie volando su velivolo Fiat CR. Asso. Nei primi mesi del 1937 fu assegnato alla 362ª Squadriglia, 24º Gruppo, 52º Stormo Caccia Terrestre dove volò a bordo dei caccia Fiat C.R.32 fino all'aprile del 1938.
In quello stesso anno partì volontario per la Spagna, assegnato ai reparti da caccia dell'Aviazione Legionaria. In terra iberica entrò in servizio nella 32ª Squadriglia del VI Gruppo "Gamba di Ferro", comandata dal maggiore Tito Falconi, equipaggiata con i C.R.32 e di stanza sulla base di Escatron. Partecipò a numerose operazioni, prendendo parte a 11 combattimenti aerei contro i caccia dell'aviazione repubblicana prima di essere assegnato alla Squadriglia autonoma mitragliamento "Ocio che te copo" comandata dal maggiore Ferruccio Vosilla dislocata sulla stessa base di Caspe dove era di stanza il XVI Gruppo Caccia "La Cucaracha" comandato dal tenente colonnello Arrigo Tessari.  Il reparto d'assalto conseguì notevoli successi, ma ai suoi piloti venivano riconosciuti solamente gli abbattimenti in collaborazione con i piloti di altri reparti da caccia.
Nell'aprile 1939 rientrò in Italia venendo riassegnato alla 362ª Squadriglia, 24º Gruppo, 52º Stormo C.T. che era stato trasferito dall'aeroporto di Ghedi a quello di Ciampino Sud, svolgendo una notevole attività acrobatica ai comandi del capopattuglia Antonio Vizzotto. Tale attività si protrasse fino all'entrata in guerra dell'Italia, il 10 giugno 1940. Subito dopo la dichiarazione di guerra ci fu il trasferimento con i nuovi velivoli Fiat G.50 Freccia da Ciampino all'aeroporto di Sarzana, sul fronte occidentale. Gli aerei svolsero attività su allarme contro eventuali incursioni provenienti dalla Francia fino alla proclamazione dell'armistizio di Villa Incisa.
Con lo scoppio della guerra con la Grecia, il 28 ottobre dello stesso anno,  fu trasferito in Albania, assegnato alla 354ª Squadriglia del 24º Gruppo Autonomo C.T., comandato dal tenente colonnello Leotta. Operando dai campi d'aviazione di Tirana, Berat e Devoli, prese parte ad operazioni di vigilanza, decollo su allarme e scorta ai bombardieri provenienti dagli aeroporto dell'Italia meridionale. Durante questo ciclo operativo ingaggio combattimento contro i caccia PZL P.24 della Ellinikí Vasilikí Aeroporía e i caccia Gloster Gladiator e Hawker Hurricane della Royal Air Force.
Nel luglio del 1941 il suo Gruppo fu assegnato all'Aeronautica della Sardegna, basato sull'aeroporto di Monserrato, ricevendo in dotazione velivoli Fiat C.R.42 Falco. Prese parte a numerose missioni di scorta agli aerosiluranti Savoia-Marchetti S.79 Sparviero e S.M.84 che operavano nel canale di Sardegna, spingendosi fino alla costa tunisina. 
Dopo un intenso ciclo operativo fu trasferito alla 364ª Squadriglia del 150º Gruppo Caccia destinato ad combattere in Africa settentrionale. Il reparto, equipaggiato con gli Aermacchi C.200 Saetta, combatte intensamente operando dagli aeroporti di El Agheila, Bengasi e Martuba, in operazioni di intercettazione, crociere di vigilanza, mitragliamenti e scorte ai bombardieri, e durante questo ciclo gli fu riconosciuta una vittoria aerea.
Rientrato in Italia con il 150º Gruppo nel gennaio del 1943, l'unità venne basata a Ciampino per essere riequipaggiata con i caccia Aermacchi C.202 Folgore, concorrendo alla difesa della Capitale dalla incursioni aeree alleate. In aprile il 150º Gruppo fu schierato sull'aeroporto di San Pietro di Castelvetrano, Sicilia, equipaggiato i caccia tedeschi Messerschmitt Bf 109G-4. Al termine del periodo addestrativo il Gruppo fu schierato sull'aeroporto di Sciacca, da dove svolse un intenso ciclo operativo, avendo occasione di ingaggiare combattimento con i caccia americani North American P-51 Mustang e Republic P-47 Thunderbolt. In questo ciclo operativo sui cieli della Sicilia, di Pantelleria e di Malta, gli furono assegnati alcuni abbattimenti di velivoli nemici in collaborazione con gli altri piloti del reparto.
La firma dell'armistizio dell'8 settembre 1943 lo colse sull'aeroporto di Torino-Caselle, ed egli decise di aderire alla neocostituita Aeronautica Nazionale Repubblicana, entrando a far parte del 2º Gruppo caccia "Gigi Tre Osei". Tale reparto era comandato dal colonnello Vizzotto,, e si trovava di stanza presso l'aeroporto di Bresso. Verso la fine dell'anno riprese a volare sfruttando la disponibilità di alcuni velivoli Fiat G.55 Centauro, Reggiane Re.2000 e Aermacchi C.202 Folgore. Nel marzo 1944 il Gruppo divenne ufficialmente operativo sotto il comando del tenente colonnello Aldo Alessandrini, ed egli assunse il comando della 2ª Squadriglia "Diavoli Rossi".
Dopo un breve periodo in cui volò sui G.55 il Gruppo fu riequipaggiato con velivoli Messerschmitt Bf 109G Gustav sulla base di Cascina Vaga (Pavia). Il reparto operò poi dalle basi di Villafranca, Aviano e Osoppo, schierandosi alternativamente su quelle di Ghedi, Lonate e Thiene.
Il 2º Gruppo terminò la sua attività bellica con il trasferimento da Aviano a Villafranca e ad Orio al Serio alla vigilia del 25 aprile 1945, ed a Orio al Serio apprese dalla fine della guerra. A quell'epoca egli era decorato con tre Medaglie d'argento al valor militare, con la Croce di Ferro di I e II classe ed era accreditato di 14 vittorie aeree, due ottenute con la Regia Aeronautica e dodici con l'A.N.R.
Sottoposto a processo di epurazione fu allontanato dall'aeronautica militare, ma rientrò in servizio attivo dopo quasi quattro anni con il grado di capitano. Il 1 ottobre 1949 fu inviato alla Scuola di guerra aerea di Firenze, dove seguì il corso per la promozione a Ufficiale Superiore che terminò il 15 marzo 1951. Dopo aver conseguito l'abilitazione al pilotaggio dei velivoli Fiat G.59 e P-51 Mustang presso la Scuola di Grottaglie fu assegnato al 51º Stormo Caccia Terrestre di Treviso. Presso tale reparto volò anche sui P-47D Thunderbolt fino alla fine del 1952, quando arrivarono i primi cacciabombardieri-ricognitori a reazione Republic F-84G Thunderjet su cui svolse una intensa attività di volo. Effettuata ad Aviano la conversione al pilotaggio dei nuovi aerei assunse il comando del 20º Gruppo, assumendo successivamente quello della pattuglia acrobatica formata all'interno della 51ª Aerobrigata per ottenere, poco dopo, l'incarico di formare una pattuglia acrobatica nazionale denominata "Guizzo" partecipando alla inaugurazione ufficiale della nuova base aerea di Istrana, avvenuta il 20 giugno 1954.
Trasferito alla 3ª Aerobrigata Cacciabombardieri-ricognitori di stanza sull'aeroporto di Villafranca  il 14 settembre 1956, volò sui ricognitori Republic RF-84F Thunderflash svolgendo mansioni di capo dell'ufficio operazioni e comandante del reparto volo fino al novembre 1958.
Il 10 novembre 1958 entrò in servizio presso la 56ª Tactical Air Force di Vicenza in qualità di capo del 3º Reparto Tecnico Logistico, ed alla fine del 1959 passò nuovamente alla 51ª Aerobrigata di Istrana dove svolse l'incarico di capo dell'ufficio operazioni e successivamente di Vicecomandante fino all'agosto 1961, quando assunse il comando dell'Aerobrigata e delle basi aeree di Istrana e Treviso. In tale periodo volò sugli intercettatori ognitempo North American F-86K Sabre e anche sui Fiat G.91R.  Il 27 giugno 1963 lasciò il Comando della 51ª Aerobrigata trasferito sulla base di Martina Franca come comandante del 3° S.O.C.
Nel settembre 1964 lasciò il comando del 3° S.O.C. per essere inviato come addetto militare presso l'ambasciata italiana di Tokyo Rimase in Giappone fino al 5 novembre 1967 quando rientrò in Patria. Dopo un breve periodo fu messo a disposizione, promosso generale di brigata aerea, e al raggiungimento del limite di età posto in posizione ausiliaria. Si spense a Firenze il 25 luglio 2001.

### Annotazioni
1. ↑  Il VI Gruppo caccia era allora al comando del maggiore Giuseppe Baylon, succeduto al parigrado Ernesto Botto rimasto gravemente ferito in combattimento.
2. ↑  Impegnò combattimento contro i caccia biplani Polikarpov I-15 e i monoplani I-16 Rata.
3. ↑  Dopo essere rimasto gravemente ferito in combattimento Vosilla fu sostituito dal tenente Ido Zanetti, a sua volta sostituito, dopo essere caduto in combattimento, dal capitano Giorgio Jannicelli. Sia Zanetti che Janicelli furono decorati con la Medaglia d'oro al valor militare alla memoria.
4. ↑  I caccia Hawker Hurricane apparvero sul fronte greco poco prima della fine della campagna.
5. ↑  Tale Gruppo caccia era ai comandi del maggiore Vizzotto.
6. ↑  Nel corso di un mitragliamento fu ferito alla gamba destra.
7. ↑  All'epoca il Gruppo era formato dalla 1ª Squadriglia "Gigi tre Osei" comandata dal tenente Ugo Drago, dalla 2ª Squadriglia "Diavoli Rossi" comandata dal capitano Mario Bellagambi, e dalla 3ª Squadriglia "Gamba di Ferro" comandata dal capitano Guido Luccardi.
8. ↑  Si trattava di bombardieri Boeing B-17 Flying Fortress, North American B-25 Mitchell e Martin B-26 Marauder, e caccia P-51 Mustang, P-47 Thunderbolt e Spitfire.
9. ↑  Durante il periodo trascorso a Villafranca prese parte al 22º Corso per Ufficiali superiori alla Scuola di guerra aerea di Firenze per ottenere la promozione a colonnello.
10. ↑  A Treviso si trovava il 2º Stormo Caccia, equipaggiato con velivoli G.91R.
11. ↑  In Giappone svolse l'incarico di addetto militare per l'esercito, la marina e l'aeronautica, accreditato per il Giappone, la Corea del Sud e le Filippine.
12. ↑  La signora Marisa Bellagambi ha donato alla sala dedicata all'A.N.R. sita nel Museo dell'aria e dello spazio presso il Castello di San Pelagio (Provincia di Padova), il completo medagliere, la spada ed altri cimeli appartenuti al Generale suo marito.

### Fonti
1. ↑  Logoluso 2010, p. 40.
2. ↑  Logoluso 2010, p. 51.
3. 1 2  Logoluso 2010, p. 73.
4. 1 2 3  Dunning 1988, p. 31.
5. ↑  Massimello 2009, p. 16.
6. 1 2  Apostolo, Massimello 2000, p. 10.
7. 1 2 3 4 5 6  Dunning 1988, p. 32.
8. ↑  Apostolo, Massimello 2000, p. 42.
9. ↑  Ufficio Storico dell'Aeronautica Militare 1977, p. 263.
10. 1 2 3  Ufficio Storico dell'Aeronautica Militare 1977, p. 264.
11. ↑  Apostolo, Massimello 2000, p. 43.
12. 1 2  Massimello 2009, p. 22.
13. ↑  Massimello 2009, p. 95.
14. ↑  Massimello 2009, p. 86.
15. 1 2  Ufficio Storico dell'Aeronautica Militare 1977, p. 164.
16. 1 2 3  Ufficio Storico dell'Aeronautica Militare 1977, p. 165.
17. ↑  Ufficio Storico dell'Aeronautica Militare 1977, p. 18.